# Nijole Valadkeviciute
Nijole Valadkeviciute, in lituano Nijolė Valadkevičiūtė (Vilnius, 10 agosto 1944 – Vilnius, 4 febbraio 2020) è stata una regista, grafica e pittrice lituana.

## Biografia
Si laureò nel 1970 come grafica presso il "Lietuvos dailės institutą" (Istituto statale d'Arte Lituano) ed in seguito frequentò, tra il 1979 e il 1983, il corso di sceneggiatura e regia a Mosca, prima donna lituana a laurearsi in regia. La sua prima opera, quella che le valse la prova di laurea, Medis (L'albero), fu il primo film d'animazione professionale realizzato nei "Lithuanian Film Studios". Il relatore della sua tesi di laurea fu l'animatore russo Jurij Norštejn. Il cortometraggio fu scritto dalla sorella, la scrittrice Eligia, sulla base di un racconto popolare lituano.
Il corto Medis costituì una sorta di svolta nel Centro cinematografico lituano in quanto da quel momento venne creata una sezione separata dedicata all'animazione, l'ultima fra tutte le repubbliche dell'ex-Unione Sovietica. Nijole, subito dopo aver terminato gli studi moscoviti, venne assunta ai Lithuanian Cinema Studio dove rimase a lavorare fino al 2002. Il suo lavoro d'animazione, nella grafica e nella pittura si ispirò fin dalla prima animazione al folklore come lei stessa ebbe a dichiarare: "Mi interessavo al folklore lituano già durante i miei studi all'Istituto d'arte di Vilnius. Sono rimasta affascinata dai simboli e dalla varietà delle forme... Ho cercato di vedere il simbolismo tradizionale popolare attraverso gli occhi di una persona contemporanea... Nei racconti e nelle canzoni popolari, vedo un'identica connessione tra diversi popoli e culture, che mi sembra un amalgama di saggezza universale, come conoscenza che ha assorbito millenni di tempo, spazio e universo".
Dal 1980 ha preso parte a numerose mostre e festival di animazione in vari paesi, aggiudicandosi numerosi premi, tra i quali il Premio del Pubblico con Sezamai, atsiverk (Aprimi Sesamo) al Film Festival Internazionale Visionaria di Siena nel 2001. Ha realizzato stampe, con la tecnica dell'acquaforte, e libri illustrati. Le sue opere pittoriche hanno preso parte ad una mostra collettiva nel 2024 che, collocate in diverse parti delle sale espositive, insieme a quelle di Vita Zaman, Līga Spunde, Aistė Ramūnaitė, risuonavano in armonia e aprivano un ampio ventaglio di visioni di angeli e demoni.
Le opere di Valadkeviciute sono di proprietà del Museo Nazionale d'Arte Lituano, del Museo Lituano del Teatro, della Musica e del Cinema e del Museo del Ministero della Cultura di Vilnius.